# Cayumapu (Valdivia)
Cayumapu es una localidad rural de Chile en la comuna de Valdivia, provincia de Valdivia, Región de Los Ríos. Se ubica en la margen norte del río Cayumapu.

## Historia

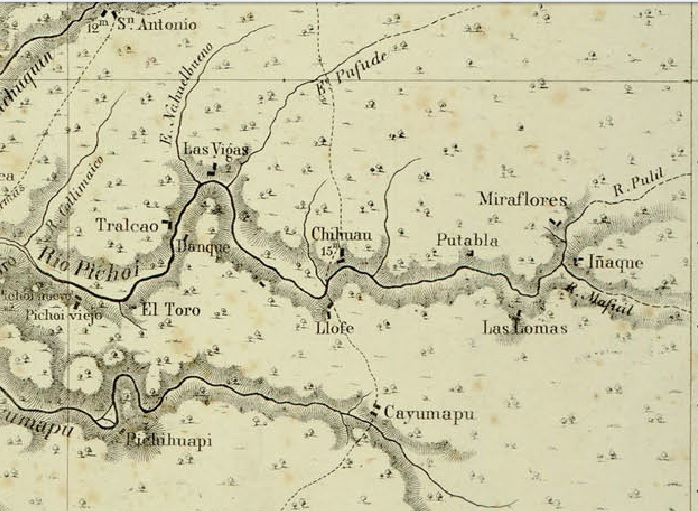
Cayumapu en el Mapa del Litoral de Valdivia de Francisco Vidal Gormaz

Cayumapu fue un caserío de cierta importante en la ruta que unía la ciudad de Valdivia y la misión de San José de la Mariquina y que pasaba también por las localidades como Llofe y Chiguao, ubicadas poco más al norte. Su localización original en el siglo XIX era en el sector Los Arrayanes.
La localidad fue visitada por el ingeniero Francisco Vidal Gormaz en el año 1868. Aparece también indicada en el mapa de Enrique Espinoza publicado el año 1897.
En el año 1899 en el Diccionario Geográfico de República de Chile de Francisco Solano Astaburuaga es mencionada:

Cayumapu. Aldea del departamento de Valdivia, situada por los 39º 44' Lat. y 73º 05' Lon. en la margen derecha de un riachuelo de su nombre, que se une al de Pichoy poco más arriba de ella y entran juntos en la izquierda del río de Cruces como 15 kilómetros más abajo de la misma. Es de corto caserío y de contornos ligeramente cultivados y abundantes en maderas. Por esas corrientes de agua se comunica con la ciudad de Valdivia, y por otra regular con Llofe, Chiguao, &c. hacia el norte. El nombre quiere decir seis países ó comarcas.
 Francisco Solano Astaburuaga 

## Accesibilidad y transporte
Cayumapu se encuentra a 23,2 km de la ciudad de Valdivia a través de la Ruta 202